# Григор'єв Андрій Олександрович
Григор'єв Андрій Олександрович (*20 жовтня (1 листопада) 1883, Царське село — †22 вересня 1968 року, Москва) — російський географ, геоморфолог, академік Академії наук СРСР (1939). Перший директор Інституту географії АН СРСР (1931—1951), декан географічного факультету Ленінградського державного університету.

## Біографія
Народився Андрій Олександрович 20 жовтня (1 листопада за григоріанським календарем) 1883 року в Царському Селі, передмісті Санкт-Петербурга, в дворянській родині. У 1901 році закінчив Царськосільську гімназію із срібною медаллю, у тому ж році вступив до природничого відділення фізико-математичного факультету Санкт-Петербурзького університету. Вивчав географію в Берлінському і Гейдельберзькому університетах. Закінчив університет у 1907 році, але за участь у подіях революції 1905—1907 років був позбавлений права викладати. Із 1909 по 1916 роки Андрій Олександрович працював у відділі географії Енциклопедичного словника Брокгауза і Ефрона. Паралельно з тим, з 1911 по 1914 рік, продовжував вивчати географію в Гейдельберзькому університеті. У 1914 році обраний викладачем фізичної географії та антропології на Вищих педагогічних курсах Фребелівського товариства (пізніше — Інститут дошкільного виховання), у 1915 році отримав ступінь магістра географії при Московському університеті. У 1915 році був обраний дійсним членом Російського географічного товариства.
За пропозицією Григор'єва у 1918 році при АН СРСР створено відділ промислово-географічного вивчення Росії, що був перетворений на Інститут географії, яким Андрій Олександрович керував протягом 1930—1951 років. Того ж, 1918 року узяв жваву участь в створенні Географічного інституту, що пізніше став геолого-ґрунтово-географічним факультетом Ленінградського державного університету. Професор Ленінградського університету в 1925—1936 роках. У 1931—1933 роках вчений секретар, заступник голови та головою Географічної асоціації АН СРСР. Григор'єв у 1932 році був обраний членом Американського географічного товариства. У 1935 році захистив докторську дисертацію з фізичної географії. Дійсний член Московського товариства випробувачів природи з 1936 року. 21 січня 1939 року обраний академіком Академії наук СРСР, відділення математики та природничих наук, з наданням йому посади заступника академіка-секретаря Відділення геолого-географічних наук.
Під час Другої світової війни, у 1941 році, Географічний інститут було евакуйовано до Казахстану. Андрій Олександрович проводив дослідження природи цього регіону, узагальнивши їх результати у фізико-географічному нарисі (1944). Головний редактор Короткої географічної енциклопедії у 1960—1966 роках.
Член КПРС з 1946 року. З 1948 року почесний член Союзу географічних товариств Югославії. У 1961 році обраний академіком німецької академії натуралістів «Леопольдіна» (НДР).
Помер 22 вересня 1968 року в Москві, похований на Новодівичому кладовищі.

## Експедиції
За першу подорож у 1904 році до Великоземельської тундри імператорське Російське географічне товариство нагородило в 1905 році Андрія Олександровича срібною медаллю. У другу подорож тундрою у 1921 році Григор'єв узяв із собою Д. Д. Руднєва. Під час цієї подорожі він встановив моренний характер ландшафтів тундри, дослідив північну межу поширення лісів.
У 1920 і 1923 роках Григор'єв організував експедиції на Південний Урал для дослідження сільського й лісового господарства. Під час експедиції він встановив характер змін вертикальної зональності у післяльодовиковий період.
Під час експедиції до Якутії впродовж польового сезону 1925—1926 років досліджував Ленсько-Алданське плато, північний схід Вілюйського басейну і Верхоянський хребет. У результаті чого подає перший геоморфологічний опис цього краю, визначає особливий характер місцевого древнього зледеніння. За ці дослідження він був нагороджений медаллю Пржевальського Всесоюзного географічного товариства.
У зв'язку із пропозицією Норвегії дослідити природу Кольського півострова радянська влада організовує ряд наукових експедицій на півострів у 1928—1931 роках. Під час цих експедицій Григор'єв дослідив древнє зледеніння Хібін, встановив зв'язок між тектонікою й орографією краю, разом із учнями відкрив поклади діатомітів в озерах і болотах внутрішньої частини півострова.
Організував кілька експедицій Казахстаном для виявлення ресурсів орних і пасовищних земель, за результатами яких у 1944 році видав наукову працю «Природні умови Казахстану».

## Наукові праці
Григор'єв розробив вчення про географічну оболонку Землі. До 1930-х років Андрій Олександрович дотримувався хорологічного підходу, акцентуючи увагу на природній складовій, але в подальшому відмовився від цих переконань і економічною географією більше не займався. Основні праці присвячені теоретичним питанням фізичної географії, географічної зональності, фізико-географічного районування, характеристиці типів географічного середовища, історії географічних знань тощо. У 1932 році написав оригінальну концепцію географічної форми руху матерії. Як основне завдання фізичної географії висунув процес вивчення загального фізико-географічного процесу, зовнішнім вираженням якого є географічний ландшафт. Розробив вчення про географічну оболонку Землі, показав, що вона має специфічні закони будови і розвитку, і є об'єктом вивчення фізичної географії. У серії нарисів «Досвід характеристики основних типів фізико-географічного середовища» (1938—1940) дав аналіз природних умов географічних поясів Землі. У 1947 році монографія «Субарктика» була удостоєна Сталінської премії. Спільно з М. І. Будико в 1956 році сформулював періодичний закон географічної зональності, що встановлює повторення на різних широтах географічних зон із подібними властивостями. Григор'єв прагнув перетворити фізичну географію з науки описово-тлумачної в науку, побудовану на точних закономірностях, наблизити географію до точних наук, для цього він запроваджував методи дослідження доходно-витратних балансів енергії та речовини в географічних ландшафтах і географічній оболонці загалом.
Найважливіші праці:
- «Опыт характеристик основных типов физико-географической среды» (1938—1942);
- «Субарктика» (1946);
- «Природные условия Казахстана» (1944);
- «Развитие физико-географической мысли в России» (1961);
- «Развитие теоретических проблем советской физической географии (1917—1934)» (1965);
- «Закономерности строения и развития географической среды» (1966).

## Нагороди
Нагороджений рядом орденів, медалей, премій:
- срібна медаль Імператорського російського географічного товариства у 1905 році;
- велика золота медаль імені Пржевальського від Всесоюзного географічного товариства у 1928 році;
- 2 ордени Трудового Червоного Прапора у 1943 і 1963 роках;
- орден Вітчизняної війни II ступеня у 1945 році;
- медаль «За доблесну працю у Великій Вітчизняній війні 1941—1945 рр.» у 1945 році;
- Сталінська премія 1947 року[2];
- орден Леніна у 1954 році[2].

У 1994 році Російською академією наук заснована премія імені А. О. Григор'єва, яка присуджується за видатні роботи в галузі фізичної географії.